# Lou Grassi

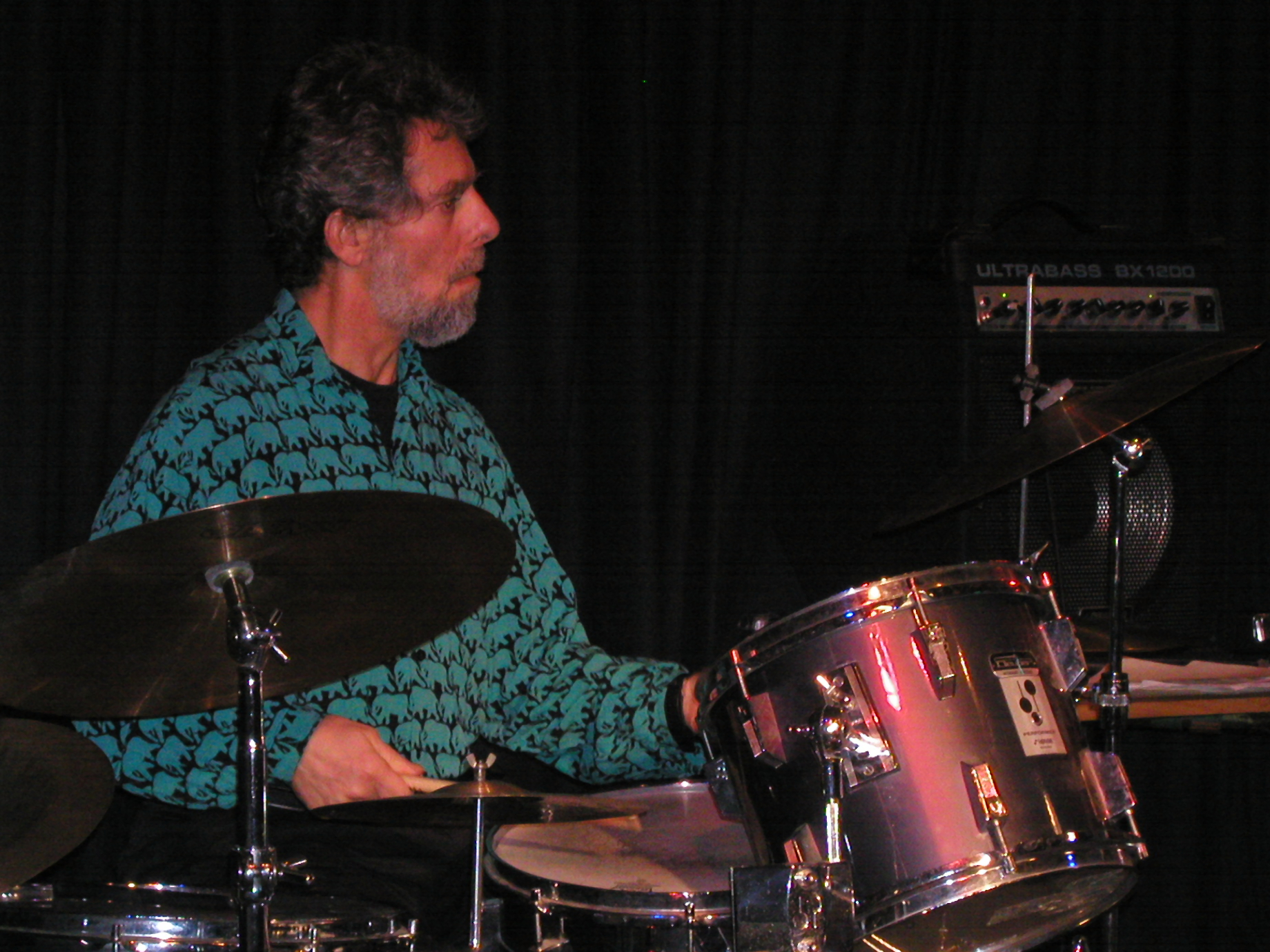
Lou Grassi im Januar 2005

Louis Thomas „Lou“ Grassi (* 21. Januar 1947 in Summit, New Jersey) ist ein US-amerikanischer Jazz-Schlagzeuger, der vor allem als Musiker und Bandleader des Modern Creative und der neuen Improvisationsmusik bekannt wurde.

## Leben und Wirken
Grassi begann im Alter von 15 Jahren mit dem Schlagzeugspiel und erhielt Privatunterricht bei Tony Inzalaco und Sam Ulano. Von 1965 bis 1968 war er Zeitsoldat; zunächst studierte er an der Navy School of Music in Norfolk; bis 1968 spielte er dann in der 328th U.S. Army Band. Danach verließ er die Armee und studierte zunächst am Berklee College of Music und dann am Jersey City State College Perkussion bei Nick Cerrato, wo er mit dem Bachelor graduierte. 1974 erhielt Grassi ein Stipendium der National Endowment for the Arts, das ihm erlaubte, Privatstunden bei Beaver Harris zu nehmen. Grassi studierte zudem Arrangieren bei Posaunist Marshall Brown. Schon während der Armeezeit hatte er sich mit Experimenten in freier Improvisation beschäftigt, die er zu Anfang der 1970er Jahre weiterentwickelte. Er arbeitete zu dieser Zeit mit Mixed-Media-Projekten, so mit der Sängerin Sheila Jordan und dem Bassisten Jimmy Garrison. Ab Ende der 1970er Jahre bis zu Beginn der 1990er Jahre war Grassi nicht in der Freejazz-Szene aktiv. In dieser Zeit spielte er in verschiedenen Stilen vom Ragtime über Gospel und Dixieland-Jazz bis zum Swing und Bebop zum Broterwerb. 1984 gründete er die Formation The Dixie Peppers, ein Swing- und Dixieland-Sextett, mit dem er bis in die 1990er Jahre hinein arbeitete. Mit Warren Vachés Syncopatin’ Seven trat er 1989 auch auf dem Dixieland-Festival Dresden auf.
1991 nahm Grassi seine Aktivitäten im Bereich der freien Improvisation und des Creative Jazz wieder auf und arbeitete mit dem deutschen Pianisten Andreas Böttcher zusammen, mit dem er zwei Alben aufnahm. 1994 wurde er Mitglied des New Yorker Improvisor’s Collective, einer losen Organisation von frei improvisierenden Musikern, Tänzern, Dichtern und Malern, die für Festivals und Konzerte zusammenkommen. So trat Grassi auf dem Festival von Cadence Jazz 1995 mit dem Ensemble Pogressions auf. Daraus entstand Mitte der 1990er Jahre die Po Band in der Originalbesetzung mit Grassi, Herb Robertson, Steve Swell, Perry Robinson und Wilber Morris, mit der er eine Reihe von Alben für das CIMP-Label aufnahm. An nachfolgenden Alben der Po-Band wirkten als Gastmusiker auch Tom Varner (Neo Neo, 1999), Paul Smoker (PoZest, 1999), Marshall Allen, (The Joy of Being, 2001) und Joseph Jarman; bei dem Album ComPOsed (2002) John Tchicai.
Seit 2000 spielt Grassi im Trio mit Günter Heinz und Fred Van Hove. Seit 2003 bildet er ein Trio mit dem Saxophonisten Martin Speicher und dem Bassisten Georg Wolf („Shapes and Shadows“). 2008 trat er mit Scott Roller (Violoncello) und Christoph Irmer (Violine) in Wuppertal auf; mit dem Programm Bach and Blues mit dem Trompeter Frank Bartsch, dem Violoncellisten Ulrich Thiem und dem Vibraphonisten und Pianisten Andreas Böttcher. 2008 erschien auch das Trioalbum von Bill Gagliardi, Ken Filiano und Lou Grassi, KenBillou, auf CIMP.
Grassi wirkte außerdem an weiteren Alben für CIMP und andere Label als Begleitmusiker mit, so für Roswell Rudds Broad Strokes, den Saxophonisten Rob Brown, den Gitarristen Bruce Eisenbeil, Sheila Jordan, die NU Band mit Mark Whitecage, David Hofstra, Ursel Schlicht (2002), Charlie Kohlhase und Gunter Hampel, mit dessen New York Trio er 2002 auf Europatournee war. 

## Diskographische Hinweise
- Quick Wits (CIMP, 1996) mit Phillip Johnston, David Hofstra
- Mo'Po (CIMP, 1997) mit Herb Robertson, Steve Swell, Perry Robinson, Wilber Morris
- Neo Neo (CIMP, 1999) mit Ron Horton, Tom Varner, Tomas Ulrich
- PoZest (CIMP, 1999) mit Paul Smoker, Steve Swell, Perry Robinson, Marshall Allen, Wilber Morris
- The Joy of Being (CIMP, 2000) mit Joseph Jarman
- Martin Speicher/Georg Wolf/Lou Grassi: Shapes and Shadows (Clean Feed Records, 2006)

## Lexigraphischer Eintrag
- Encyclopedia of Jazz Musicians